# جو روسيلي
جو روسيلي (بالإنجليزية: Joe Rosselli)‏ هو لاعب كرة قاعدة أمريكي، ولد في 28 مايو 1972.

## وصلات خارجية
- جو روسيلي على موقعبيزبول رفرنس.كوم (الدوري الرئيسي) (الإنجليزية)
- جو روسيلي على موقعبيزبول رفرنس.كوم (الدوري الثانوي) (الإنجليزية)